# Carles Gasòliba
Carles Alfred Gasòliba i Böhm (Barcelona, 22 de noviembre de 1945) es un economista, político y consultor español, especializado en temas europeos. Hasta 2016 presidió el think tank Barcelona Centre for International Affairs (CIDOB).
Formado en la Universidad de Sussex y la Universidad Autónoma de Barcelona (UAB), donde obtuvo respectivamente los títulos de Master of Arts in Industrial Economics (1973) y Doctor en Ciencias Económicas (1975), su trayectoria profesional en la especialidad económica comenzó en 1968 como asesor en inversiones industriales del Grupo Banca Catalana. Simultáneamente y a partir de 1974, dio clases de Economía Industrial  en la UAB. En 1979 ingresó en el Institut d'Estudis Catalans y en 1982 se convirtió en secretario general del Patronat Català Pro Europa, entidad de la Generalidad de Cataluña dedicada a las cuestiones de la Unión Europea.

## Carrera en la política
Su primera militancia, en los años del franquismo, transcurrió en el Sindicat Democràtic d'Estudiants de la Universitat de Barcelona (SDEUB) y en el Front Obrer de Catalunya (FOC), organización clandestina que reunía a personas de diversas ideologías. En 1975 optó por afiliarse al partido nacionalista Convergència Democràtica de Catalunya (CDC), luego coaligado con Unió Democràtica de Catalunya para formar Convergència Democràtica de Catalunya (CiU) bajo el liderazgo de Jordi Pujol. Gasòliba fue miembro del Secretariado Permanente, el Consejo Nacional y el Comité Ejecutivo de CDC, y dirigió el Consejo Asesor de Economía del partido.
En marzo de 1980, sustituyendo a Pujol, que optaba a la presidencia de la Generalidad en las primeras elecciones autonómicas catalanas, Gasòliba se incorporó como diputado de CiU por Barcelona a las Cortes Generales, donde ejerció de portavoz del Grupo Parlamentario de la Minoría Catalana para temas económicos y presupuestarios. En los seis años siguientes, encabezó también la delegación del Gobierno de Cataluña en la Comisión Mixta con el Gobierno de España para el seguimiento de las negociaciones de adhesión de España a la CEE. 
Reelegido en las legislaturas II (1982) y III  (1986), en mayo de 1987 causó baja en el Congreso de los Diputados de Madrid para dedicarse en exclusiva a su mandato, recibido en 1986, como miembro del Parlamento Europeo. El representante de CiU fue sucesivamente revalidado en las elecciones europeas de 1987, 1989, 1994 y 1999. En la Eurocámara estuvo adscrito al Grupo de los Liberales, Demócratas y Reformistas, siendo su portavoz en la Comisión de Asuntos Económicos y Monetarios, así como vicepresidente y tesorero del grupo. Fuera del hemiciclo europeo, en 1990 fue elegido vicepresidente de la Internacional Liberal, de la que CDC es miembro.
En 2004, al poco de abandonar la secretaría del Patronat Català Pro Europa, Gasòliba puso fin a 18 años en la política parlamentaria europea y estrenó el mandato legislativo estatal de senador por Barcelona. Como miembro de Senado de España, el representante de CiU presidió la Comisión de Economía y Hacienda de la Cámara, hizo de portavoz, entre otras, de la Comisión Mixta Congreso-Senado para la Unión Europea y también fue delegado de las Cortes españolas en la Conferencia de Órganos Especializados en Asuntos Comunitarios (COSAC), el mecanismo de la UE que sirve de puente entre el Parlamento Europeo y los parlamentos nacionales. En paralelo, se desempeñó como miembro de la Asamblea Parlamentaria del Consejo de Europa con sede en Estrasburgo, en cuyo seno fue ponente de un texto de resolución sobre el Banco Europeo para la Reconstrucción y el Desarrollo. Aparte, en 2006 y por tres años, asumió la presidencia de la Cámara de Comercio y Cooperación Hispano-Polaca.

## Trayectoria posterior
Al terminar su mandato como senador en 2008, Gasòliba, con 62 años, se apartó de la vida política e inició un nuevo período de actividades en la academia y la consultoría privada de Barcelona. En primer lugar, retomó la docencia como profesor conferenciante de Integración Europea en la Universidad Pompeu Fabra y presidente del Consejo Académico del Instituto Carlomagno de Estudios Europeos, perteneciente a la Universitat Internacional de Catalunya (UIC). Asimismo, mantuvo un abanico de filiaciones en entidades y organismos como el Institut d’Estudis Catalans (sección de Filosofía y Ciencias Sociales), el Cercle d'Economia, la Real Academia de Ciencias Económicas y Financieras (RACEF) y el Institut d'Estudis Jurídics, Econòmics i Financers d'Andorra (JEF).
Por otro lado, tras dejar la política Gasòliba se puso al frente de AXIS Consultoría Europea, un gabinete barcelonés de asesores especialistas en temas de la UE. Ha ejercido la consultoría privada sobre asuntos europeos también en FIPRA International (Bruselas) y en RJ Consultoría de Empresas (RJCE, Barcelona y Madrid). Entre 2008 y 2010 fue miembro del Grupo de Alto Nivel sobre el futuro de Europa, presidido por el entonces presidente de la Generalidad, José Montilla.
Más recientemente, en mayo de 2012, Carles A. Gasòliba fue nombrado presidente del Barcelona Centre for International Affairs (CIDOB) por el patronato de la Fundación responsable de este think tank catalán dedicado a la investigación y análisis de temas internacionales. Sustituyó en este puesto a Narcís Serra.
Carles A. Gasòliba es también presidente del Comité Español de la Liga Europea de Cooperación Económica (LECE) y vicepresidente de su Consejo Central en Bruselas, así como miembro del Comité Científico de la European Medical Technology Association (EUCOMED) con sede en Bruselas y del Consejo de la Fundación Jean Monnet.

## Reconocimientos
Carles Gasòliba ha sido distinguido con la gran cruz de la Orden de Isabel la Católica (España, 2006) y la Creu de Sant Jordi (Cataluña, 2011). En 2013 el Col·legi d'Economistes de Catalunya le distinguió como colegiado de mérito. En 1999 la República Italiana le otorgó el título de Commendatore dell'Ordine al Merito.

## Vida personal
Carles Gasòliba está casado con María Dolores Encabo Duró y es padre de dos hijos.

## Obras
- Elements de l'economia de la Unió Europea (coautoría, 1999).
- 1986-1996, deu anys d'integració europea (1996).
- Fer Europa (1994).
- Unió Europea (1991).
- L'Acta Única Europea (1989).
- El Parlament Europeu (1986, 2ª y 3ª ediciones revisadas en 1994 y 1999).